# Sofán (Carballo)
Sofán (llamada oficialmente San Salvador de Sofán) es una parroquia española del municipio de Carballo, en la provincia de La Coruña, Galicia.

## Entidades de población
Entidades de población que forman parte de la parroquia:
- A Freiriña
- Alveiro (Albeiro)
- Bellota (Ballota)
- Bolón
- Bouzas (As Bouzas)
- Braílle
- Calvelo de Abajo (Calvelo de Abaixo)
- Calvelo de Arriba
- Campo de Arriba
- Campos de Bolón
- Canelas (As Canelas)
- Carracha (A Carracha)
- Carrís (Os Carrís)
- Casanova (A Casanova)
- Cerrallo (O Zarrallo)
- Charrúa (A Charrúa)
- Corredoira (A Corredoira)
- Cotomil (O Cotomil)
- Cotote (O Cotote)
- Covas de Abajo[6] (Covas de Abaixo)
- Covas de Arriba
- Cruz de Evas (A Cruz)
- Freijal[7] (O Freixal)
- Gándara (A Gándara)
- Gonzalbres
- Guitoy de Abajo[8] (Guitoi de Abaixo)
- Guitoy de Arriba[9] (Guitoi de Arriba)
- Guntián
- Hermida (A Ermida)
- Lagarteira (A Lagarteira)
- Loureiro
- Maroas (As Maroas)
- Monelos
- Monte (O Monte)
- Monte do Rei
- O Forno
- Outeiro (O Outeiro)
- Paradela
- Pedreira (A Pedreira)
- Periscal de Abajo[10] (Periscal de Abaixo)
- Periscal de Arriba
- Pilro (O Pilro)
- Piña (A Piña)
- Plaza (A Praza)
- Prearada
- Rachola (A Rachola)
- Ramiscosa (A Ramiscosa)
- Reboredo (O Reboredo)
- Reijía[11] (A Reixía)
- Río (O Río)
- Riveiriña (A Ribeiriña)
- Seijal[12] (O Seixal)
- Sete
- Sinande
- Sofandónigo
- Tapia (A Tapia)
- Tarambollo (O Tarambollo)
- Troyán de Abajo[13] (Troián de Abaixo)
- Troyán de Arriba[14] (Troián de Arriba)
- Troyán do Medio[15] (Troián do Medio)
- Vilar (O Vilar)
- Vioño

## Despoblados
- Evas
- Figueiras

## Demografía
| Gráfica de evolución demográfica de Sofán entre 2000 y 2018 |
|                                                             |
| Datos según el nomenclátor publicado por el INE.            |

## Deporte
El equipo de fútbol de la parroquia, la Sociedad Deportiva Sofán, juega en la Tercera División RFEF.